# 法國再教育營
法国再教育营，正式名称为预防、融合和公民中心（Le Centre de Prévention, D'insertion et de Citoyenneté），是法国政府在2015年1月查理週刊總部槍擊案和2015年11月巴黎袭击案等法国各地發生的暴力恐怖袭击事件有所抬頭后，于2016年5月宣布開設的去极端化機構。
法國再教育營項目由时任法国总理曼纽埃尔·瓦尔斯于2016年5月9日宣布，旨在于2017年底前在法国每个大區建立预防、融合和公民中心。第一个再教育營于2016年9月在韦龙地区博蒙开设，它位于法国中部18世纪的蓬图尔尼城堡（Château de Pontourny）内。该教育營可容納25人。2017年8月，由於当地社区的施壓以及外界對教育營招生标准的批评，第一个教育營被关闭。法國参议院的一个委员会认为，法國再教育營计划是一场彻底的失敗。